# Jason Ingram
Jason Telémaco Ingram Oporta (ur. 20 sierpnia 1997 w Bluefields) – nikaraguański piłkarz występujący na pozycji lewego obrońcy, reprezentant Nikaragui.